# Festuca rivularis
Festuca rivularis är en gräsart som beskrevs av Pierre Edmond Boissier. Festuca rivularis ingår i släktet svinglar, och familjen gräs. Inga underarter finns listade i Catalogue of Life.